# Santa Rosa de Viterbo (Colômbia)
Santa Rosa Viterbo é um município no departamento de Boyacá, na Colômbia.